# Ignacy Ciszewski

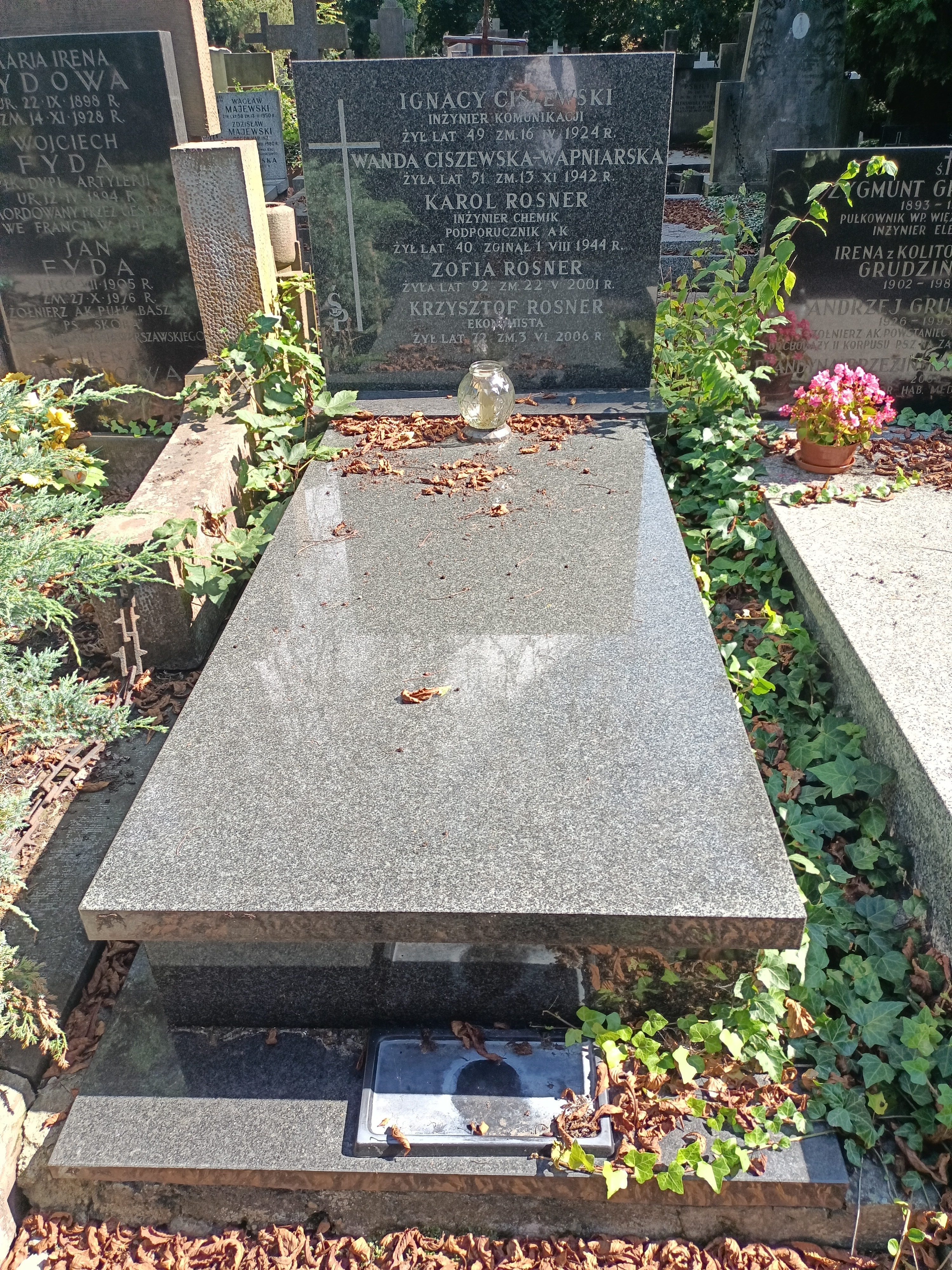
Grobowiec na warszawskich Powązkach

Ignacy Stanisław Ciszewski (ur. 3 maja 1875 w Uładówce na Podolu, zm. 16 kwietnia 1924 w Warszawie) – polski inżynier.

## Życiorys
W 1891 roku ukończył szkołę realną w Warszawie, a w 1891 roku został absolwentem Instytutu Inżynierów Komunikacji w Petersburgu.
Po ukończeniu studiów podjął pracę w dziale mostów biura budowy kolei Moskiewsko-Rybińskiej a później w dziale mostów kolei Petersbursko-Moskiewskiej. W okresie tym był również laborantem w laboratorium mechanicznym i hydrotechnicznym, a następnie asystentem przy katedrze mechaniki budowli.
W 1902 został wysłany przez Instytut Inżynierów Komunikacji do Europy Zachodniej oraz Stanów Zjednoczonych gdzie oglądał i zwiedzał laboratoria mechaniczne i duże obiekty inżynierskie. Po powrocie z podróży rozpoczął pracę w zarządzie Kolei Astrachańskiej. Trudnił się tam projektowaniem mostów na odnogach rzeki Wołgi w jej delcie nieopodal Astrachania.
W 1905 został wysłany do Egiptu aby zapoznać się z przejściem kolejowym przez deltę Nilu. Z Egiptu wybrał się do Londynu, gdzie w Biurze do spraw Indii studiował materiały dotyczące przejść kolejowych przez Ganges i Brahmaputrę.
Po powrocie do Rosji nadzorował budowę stalowych mostów kolejowych na odnogach Wołgi: Achtubie i Buzani. Budowę owych mostów ukończono w 1907 roku.
Następnie Ignacy Ciszewski zajął się organizowaniem budowy mostów kolejowych przez Newę koło Petersburga. W latach 1911–1913 pracował jako kierownik budowy mostu przez Wołgę w Swiażsku koło Kazania. Konstrukcja ta zbudowana była ze stali ogólna jej waga wynosiła około 2 ton Długość mostu z dojazdami na terenach zalewowych wynosiła około 1400 metrów. W latach 1913–1916 był kierownikiem budowy kolejnego mostu kolejowego na rzece Wołdze pod Symbirskiem. Wkrótce Ciszewski rozpoczął pracę inżyniera kolei Południowo-Syberyjskiej.
W 1918 roku pod naciskiem Armii Czerwonej wycofał się wraz z armią admirała Kołczaka na wschód. Na terytorium kontrolowanym przez Kołczaka był naczelnikiem odbudowy mostów.
Ciszewski napisał wiele artykułów dotyczących budowy mostów przez Buzań oraz na Wołdze pod Kazaniem i Symbirskiem.

### Powrót do Polski
W 1920 roku wrócił do Polski i podjął pracę w Dyrekcji Budowy Kolei Państwowych jako naczelnik oddziału przebudowy Warszawskiego Węzła Kolejowego. W tym samym czasie Ciszewski był konsultantem Ministerstwa Robót Publicznych w sprawie odbudowy mostu przez Wisłę we Włocławku i mostu Poniatowskiego w Warszawie. Był również kierownikiem budowy dwóch bocznic kolejowych do Centralnych Składnic Amunicji.
Od 1922 roku był starszym asystentem w Katedrze Budownictwa Ogólnego Politechniki Warszawskiej. Prowadził tam zajęcia z przedmiotu fundamentowanie.
Zmarł 16 kwietnia 1924 roku w Warszawie. Spoczął na Cmentarzu Powązkowskim.